# DocuDays UA
Le festival international du film documentaire sur les droits de l'homme DocuDays UA (DocuDays) est le seul festival du film sur les droits de l'homme en Ukraine. Ce festival a lieu tous les ans à Kiev au mois de mars ; l'entrée est gratuite pour le grand public,. Chaque année, le festival porte sur un thème différent ; même si tous les films présentés ne se rapportent pas au thème de l'année, ils sont tous des films documentaires sur le sujet des droits de l'homme.

## Historique

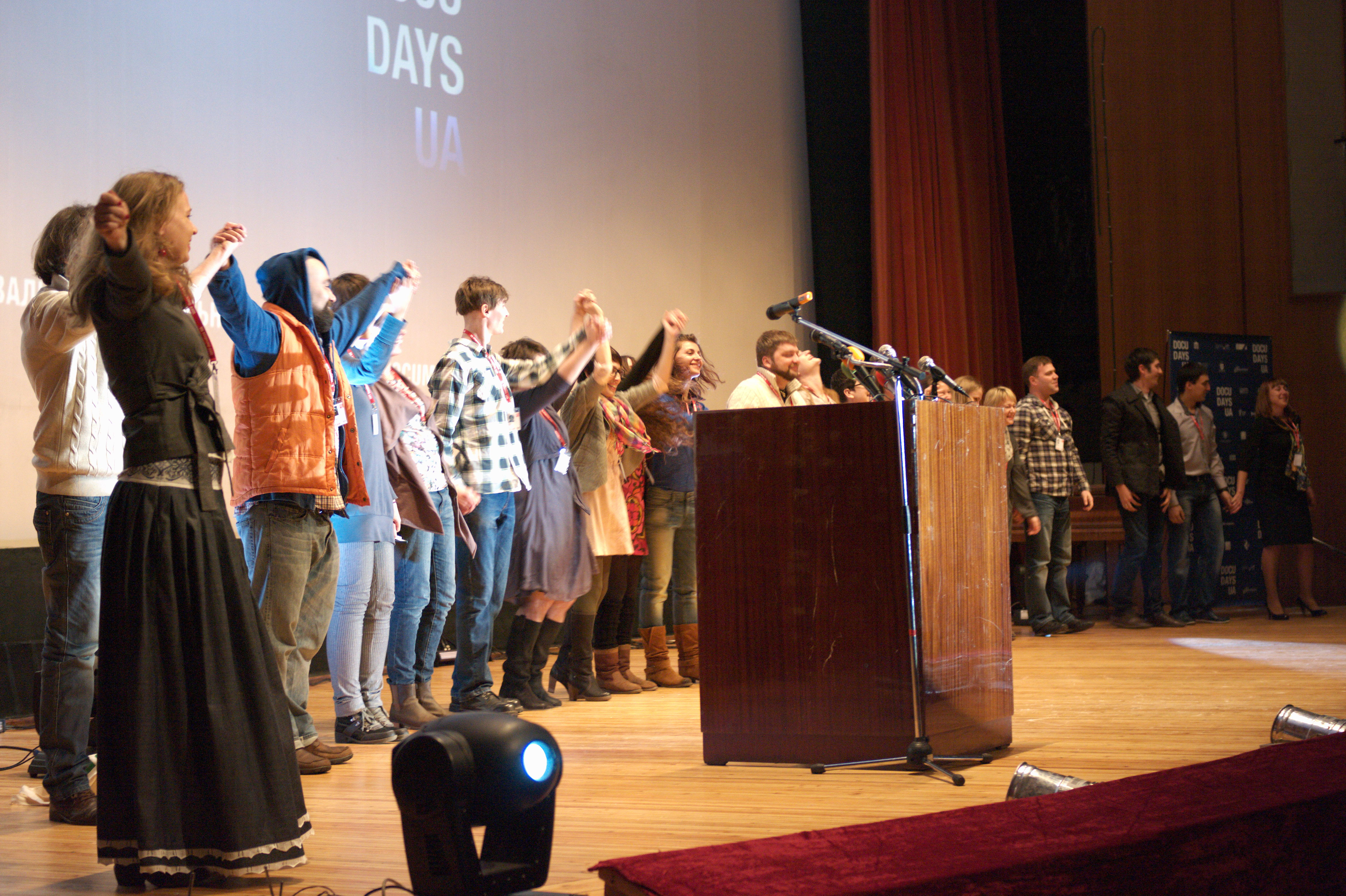
Cérémonie d'ouverture du festival DocuDays 2013.

DocuDays est fondé en 2004 comme un festival de cinéma où les participants achètent des billets pour visionner des films dans divers endroits de la ville de Kiev, capitale de l'Ukraine.
En 2020, à cause de la pandémie COVID-19, le festival n'a pas lieu dans les salles en public. À la place, Docudays se tient virtuellement sur un site Web appelé DOCU / SPACE, avec plusieurs ensembles et catégories sur le thème de la réalisation cinématographique, disponibles pour être visionnés. Sont également mis à disposition, pour une durée limitée, des films présentés auparavant.
Pour 2021, l'événement est annoncé avec un programme mixte, certaines projections étant annoncées au cinéma Zhovten de Kiev, et d'autres projections devant être mises en ligne sur le site Web DOCU / SPACE. Le thème prévu pour le festival 2021 est le « droit humain à la santé » en réponse à la pandémie en cours.

## Films

### 17eDocuDays
Voici une sélection de films projetés virtuellement aux 17e DocuDays en 2020 :
- Ne vous inquiétez pas, les portes s'ouvriront (Oksana Karpovych) ;
- Nouvelle Jérusalem (Yarema Malashchuk et Roman Himey) ;
- Le bâtiment (Tatjana Kononenko et Matilda Mester) ;
- La Terre est bleue comme une orange (Iryna Tsilyk) ;
- Note de guerre (Roman Liubyi).

## Prix
DocuDays attribue annuellement les prix suivants, un dans chaque catégorie, chacun avec un prix de 1 000 $, : 
- Prix du jury du concours Docu / Life ;
- Prix du jury du concours Docu / Right ;
- Prix du jury du concours Docu / Short ;
- Prix du jury du concours Docu / Ukraine ;
- « Droits maintenant ! », prix spécial pour 2021 uniquement.